# Travailleur de la connaissance
Un travailleur de la connaissance (en anglais « Knowledge worker ») est un employé dont le travail consiste à développer et utiliser du savoir en back office plutôt que de produire des marchandises ou des services.

## Définition

### Notion du métier
Le travailleur de la connaissance peut être différencié par son caractère créatif et non routinier dans la façon de résoudre des problèmes. 
La majorité de son temps de travail est consacrée au support back office d'une organisation.

### Notion de cerveau-d’œuvre
Le cerveau-d’œuvre (ou Knowledge worker) est une unité de connaissance utilisée pour la fabrication d’une œuvre. Il désigne la part de la connaissance dans le prix de revient d’un objet fabriqué. Par exemple dans une facture de consultation médicale, on a l’habitude de distinguer le coût de la prescription médicale de celui des médicaments.
D'après Michel Volle, nous vivons la troisième révolution industrielle, basée sur une économie dite de la connaissance. L'emploi est consacré aux tâches qui demandent discernement et initiative : « l'emploi passe de la main-d'œuvre au cerveau-d'œuvre ».

## Historique
En 1957, Peter Drucker a affirmé que « l'actif le plus valorisable d'une organisation sera ses travailleurs intellectuels et leurs productivités ».
Avec l'émergence de l'internet, la nullité du coût marginal de reproduction des informations remet actuellement en cause de nombreux métiers liés au savoir XXIe siècle.

## Rôles
Le travailleur du savoir regroupe notamment les professions  d'écrivains, d'ingénieurs, d'informaticiens, de physiciens, d'architectes, de scientifiques, de médecins, de comptables, d'avocats, de publicitaires, de journalistes, d'éditeurs,  de documentalistes, de bibliothécaires, d'hommes politiques, de managers, d'enseignants, de formateurs, de chercheurs, ou d'académiciens.